# Малахово (Селецкое сельское поселение)
Мала́хово — деревня в Суздальском районе Владимирской области, входит в состав Селецкого сельского поселения. 

## География
Деревня расположена в 14 км на северо-восток от райцентра города Суздаль.

## История
В конце XIX — начале XX века деревня входила с состав Быковской волости Суздальского уезда. В 1859 году в деревне числилось 24 дворов, в 1905 году — 24 дворов, в 1926 году — 37 хозяйств.
С 1929 года деревня входила в состав Гридинского сельсовета Суздальского района, с 1940 года — в составе Погост-Быковского сельсовета, с 1956 года — в составе Лопатницкого сельсовета, с 1986 года — в составе Красногвардейского сельсовета, с 2005 года — в составе Селецкого сельского поселения.

## Население
| 1859 | 1905 | 1926 |
| ---- | ---- | ---- |
| 136  | 155  | 181  |

| 1859 | 1905 | 1926 | 2002 | 2010 | 2021 |
| ---- | ---- | ---- | ---- | ---- | ---- |
| 136  | ↗155 | ↗181 | ↘0   | →0   | →0   |